# Skoll (måne)
Skoll  är en av Saturnus månar. Den upptäcktes 2006 av Scott S. Sheppard, David C. Jewitt, Jan Kleyna och Brian G. Marsden. Den gavs den tillfälliga beteckningen S/2006 S 8. Den heter också Saturn XLVII.
Skoll är 6 kilometer i diameter (förutsatt med ett albedo på 0,04) och har ett genomsnittligt avstånd på 17 560 000 kilometer från Saturnus, efter en mycket excentrisk och måttligt lutande bana.
Månen är uppkallad efter Skoll som var en jättelik varg eller ulv i den nordiska mytologin.